# 呂号第三十三潜水艦
| 「呂33」（1939.4.8、有明湾） |                                                                        |
| 艦歴                         |                                                                        |
| 計画                         | 昭和6年度計画（第一次補充計画）                                        |
| 起工                         | 1933年8月8日                                                           |
| 進水                         | 1934年10月10日                                                         |
| 就役                         | 1935年10月7日                                                          |
| その後                       | 1942年8月29日戦没                                                      |
| 除籍                         | 1942年10月5日                                                          |
| 性能諸元                     |                                                                        |
| 排水量                       | 基準：700トン 常備：940トン 水中：1,200トン                            |
| 全長                         | 73.00m                                                                 |
| 全幅                         | 6.70m                                                                  |
| 吃水                         | 3.25m                                                                  |
| 機関                         | 艦本式21号8型ディーゼル2基 電動機、2軸 水上：3,000馬力 水中：1,200馬力 |
| 速力                         | 水上：18.9kt 水中：8.2kt                                               |
| 航続距離                     | 水上：12ktで8,000海里 水中：3.5ktで90海里                              |
| 燃料                         | 重油：108.7トン                                                        |
| 乗員                         | 61名                                                                   |
| 兵装                         | 40口径八八式8cm高角砲1門 13mm機銃1挺 53cm魚雷発射管 艦首4門 魚雷10本   |
| 備考                         | 安全潜航深度：75m                                                      |

呂号第三十三潜水艦（ろごうだいさんじゅうさんせんすいかん）は、日本海軍の潜水艦。呂三十三型潜水艦（海中6型）の1番艦。

## 艦歴
- 1933年（昭和8年）8月8日 - 呉海軍工廠で起工。
- 1934年（昭和9年）10月10日 - 進水
- 1935年（昭和10年）10月7日 - 竣工。舞鶴鎮守府籍に編入[1][2]。
- 1937年（昭和12年）5月31日 - 竣工した呂34と共に佐世保鎮守府部隊第21潜水隊を新編。
- 1938年（昭和13年）6月1日 - 艦型名を呂三十三型に改正[3]。
- 1940年（昭和15年）
  - 10月11日、横浜港沖で行われた紀元二千六百年特別観艦式に参加[4]。
  - 10月30日 - 予備艦となる[2]。
  - 11月15日 - 第21潜水隊は第4潜水戦隊に編入[1]。
- 1941年（昭和16年）12月8日 - 佐世保を出航。マレー、ジャワ方面において交通破壊戦に参戦[1]。
- 1942年（昭和17年）3月8日 - セレベス島スターリング湾着[1]。
  - 3月22日 - スターリング湾を出航[1]。
  - 4月3日 - トラック着[1]。
  - 4月15日 - トラックを出航し、18日、ラバウル着[1]。
  - 4月26日 - ラバウルを出航し、ポートモレスビー作戦を支援[1]。
  - 7月9日 - 佐世保を出航し、27日、ラバウル着[1]。
  - 7月29日 - ラバウルを出航し、モレスビー、ツラギ方面で活動[1]。
  - 8月7日
    - 1034 - パプア湾で乗客103名と一般貨物を乗せてポートモレスビーからダルへ航行中の英客船マムツ（Mamutu、300トン）を発見し、砲撃。第1弾が無線室、第2弾が船橋に命中し、船長が戦死。
    - 1100 - 砲撃の末、南緯09度11分 東経144度12分 / 南緯9.183度 東経144.200度でマムツを撃沈[5]。

  - 8月16日 - ラバウル着。22日、ラバウルを出航し、モレスビー方面で活動[1]。
  - 8月29日
    - 1210 - 南緯09度50分 東経144度55分 / 南緯9.833度 東経144.917度のポートモレスビー西方沖で豪貨客船マライタ（Malaita、3,310トン）を雷撃。魚雷はマライタの右舷船橋直下に命中し、これを撃破[5]。
    - 1305 - マライタを護衛していた豪駆逐艦「アランタ」の爆雷攻撃により戦没。栗山艦長以下70名全員が戦死[2][5][6]。

  - 9月1日 - ポートモレスビー付近で亡失と認定[7]。

撃沈総数1隻、撃沈トン数300トン。撃破総数1隻、撃破トン数3,310トン。

## 歴代艦長
※『艦長たちの軍艦史』448-449頁及び『官報』による。

### 艤装員長
- 石川信雄 少佐：1935年2月28日[8] - 1935年5月10日[9]

### 艦長
- 石川信雄 少佐：1935年5月10日[9] - 1936年2月15日
- 揚田清猪 少佐：1936年2月15日 - 1937年3月20日[10]
- 渋谷龍穉 少佐：1937年3月20日 - 1938年6月20日[11]
- 有泉龍之助 少佐：1938年6月20日[11] - 1939年10月15日[12]
- 市川旦 少佐：1939年10月15日 - 1940年3月20日[13]
- 大平政二郎 少佐：1940年3月20日 - 1940年10月30日[14]
- 渡辺勝次 少佐：1940年10月30日 - 1941年7月31日[15]
- 坂本栄一 少佐：1941年7月31日 -
- 栗山重志 少佐：1942年6月5日 - 1942年8月29日戦死